# Satelit

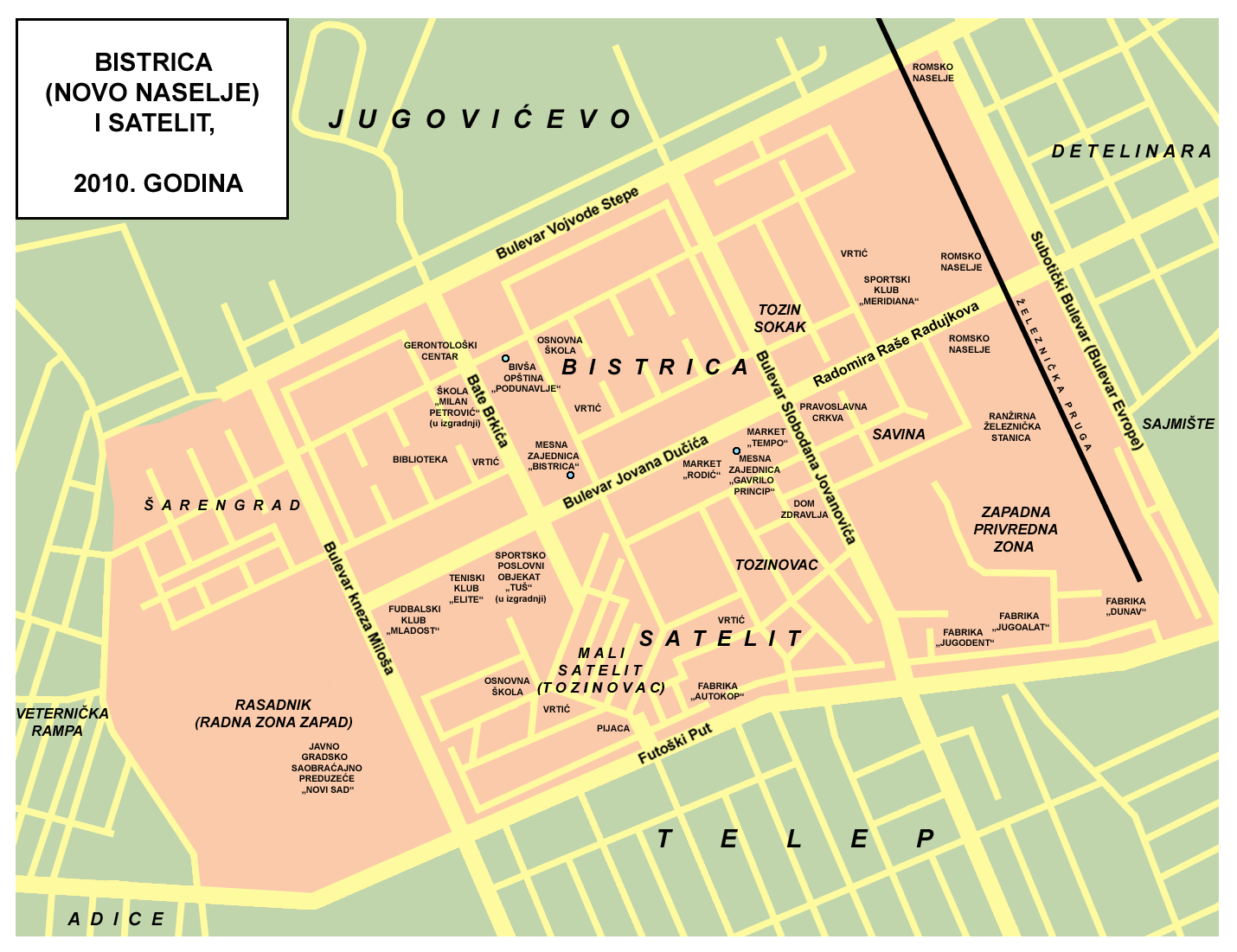
Mapa de Satelit en Bistrica.

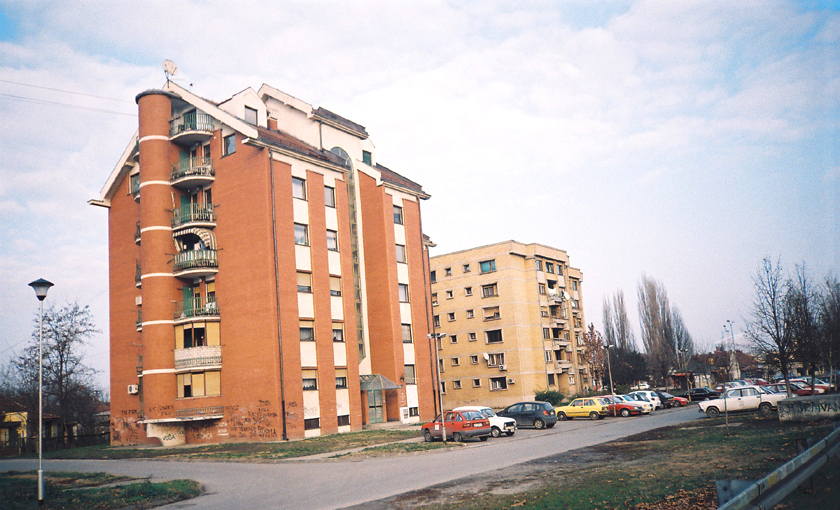
Futoški put (calle Futog).

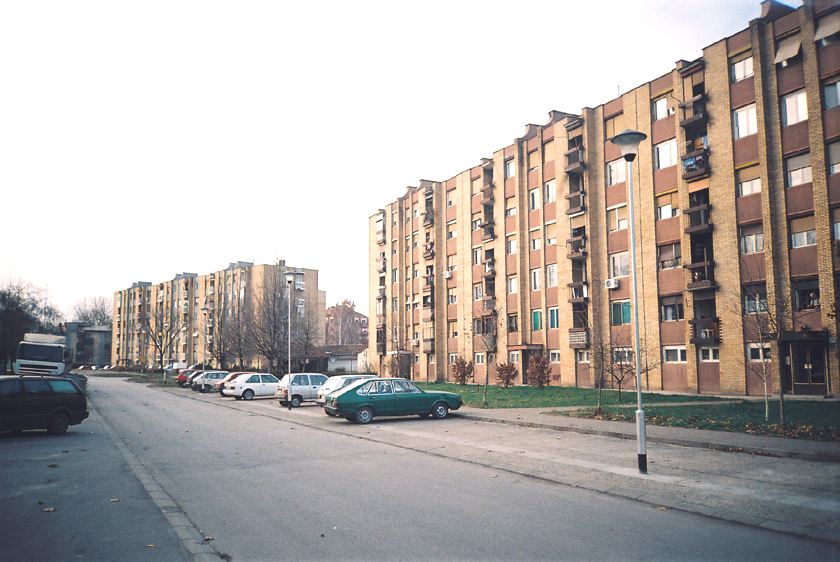
Futoški put (calle Futog).

Satelit (en serbio Сателит) es un barrio de la ciudad serbia de Novi Sad, la capital de la provincia de Voivodina. 

## Límites
El límite sur de Satelit es la calle Futoški, el occidental el bulevar Kneza Miloša y el oriental el Slobodana Jovanovića. Por el norte sus límites son más difusos, correspondiendo a grandes líneas al bulevar Jovana Dučićaaunque hay varias cuadras de edificios al sur de bulevar que no pertenecen a Satelit. 

## Sitios de interés

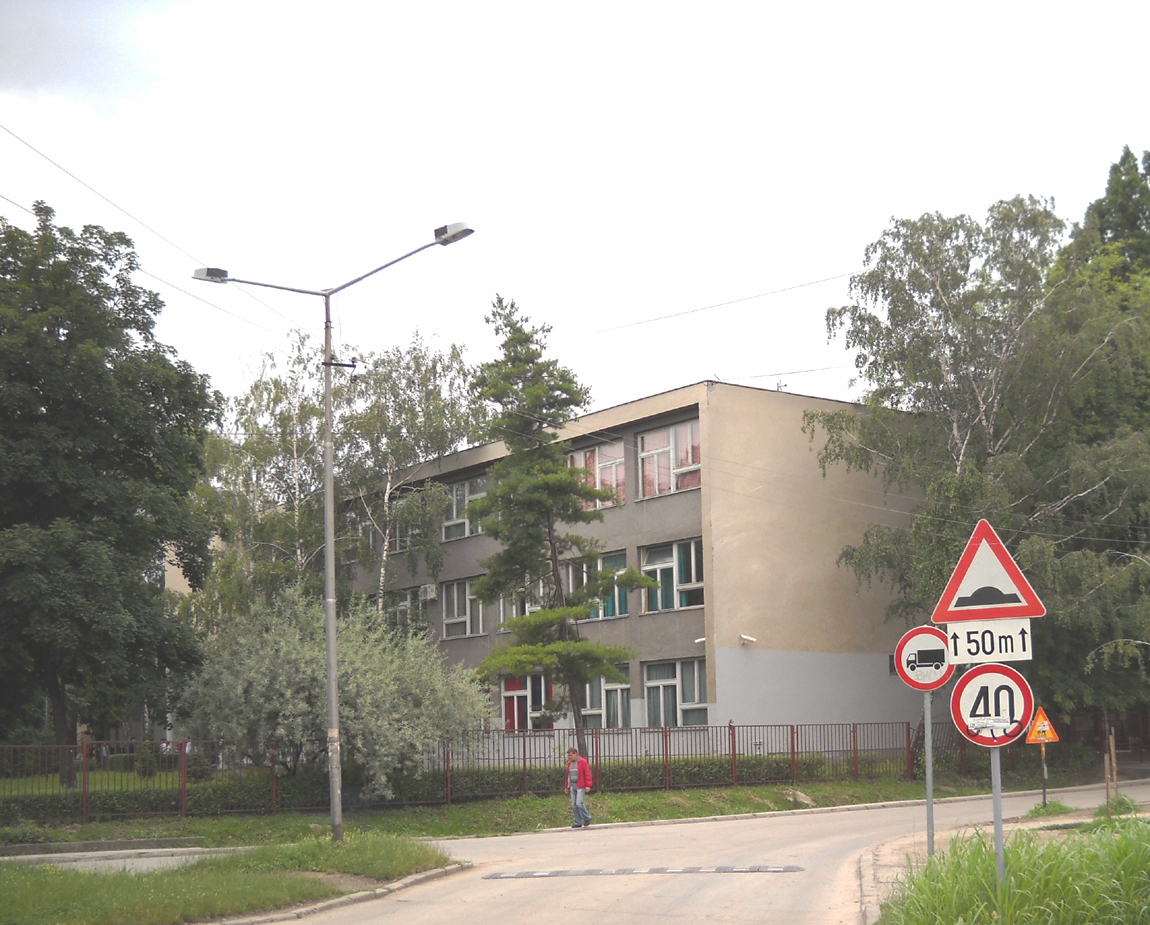
Escuela de Satelit.

Algunos sitios relevantes son el mercado (Satelitska pijaca), la fábrica de autopartes "Autokop", y el estadio del club de fútbol "Mladost". También alberga la escuela Miloš Crnjanski.